# Barranco del Águila
Barranco del Águila este o arie protejată (arie specială de conservare — SAC, sit de importanță comunitară — SCI) din Spania întinsă pe o suprafață de 164,4 ha, integral pe uscat.

## Localizare
Centrul sitului Barranco del Águila este situat la coordonatele 28°08′15″N 17°07′28″W / 28.1374°N 17.1245°V.

## Înființare
Situl Barranco del Águila a fost declarat sit de importanță comunitară în octombrie 1999 pentru a proteja 1 specie de plante. Situl a fost protejat și ca arie specială de conservare în ianuarie 2010.

## Biodiversitate
Situată în ecoregiunea , aria protejată conține 4 habitate naturale: Tufărișuri termo-mediteraneene și de pre-deșert, Plantații de palmieri Phoenix, Faleze cu floră endemică de pe coastele macaroneziene, Pante stâncoase silicioase cu vegetație casmofită.
La baza desemnării sitului se află o specie protejată de  plante: Ceropegia dichotoma subsp. krainzii.